# Miki Muñoz
Miguel Muñoz Mora, detto Miki (Gerona, 13 aprile 1995), è un calciatore spagnolo, centrocampista dell'Asteras Tripolīs.

## Statistiche

### Presenze e reti nei club
Statistiche aggiornate al 18 novembre 2022.
| Stagione                 | Squadra                  | Campionato               | Campionato | Campionato | Coppe nazionali | Coppe nazionali | Coppe nazionali | Coppe continentali | Coppe continentali | Coppe continentali | Altre coppe | Altre coppe | Altre coppe | Totale | Totale |
| Stagione                 | Squadra                  | Comp                     | Pres       | Reti       | Comp            | Pres            | Reti            | Comp               | Pres               | Reti               | Comp        | Pres        | Reti        | Pres   | Reti   |
| ------------------------ | ------------------------ | ------------------------ | ---------- | ---------- | --------------- | --------------- | --------------- | ------------------ | ------------------ | ------------------ | ----------- | ----------- | ----------- | ------ | ------ |
| feb.-mar. 2014           | Real Madrid C            | SDB                      | 2          | 0          | -               | -               | -               | -                  | -                  | -                  | -           | -           | -           | 2      | 0      |
| 2014-2015                | Real Madrid C            | TD                       | 29         | 2          | -               | -               | -               | -                  | -                  | -                  | -           | -           | -           | 29     | 2      |
| Totale Real Madrid C     | Totale Real Madrid C     | Totale Real Madrid C     | 31         | 2          |                 | -               | -               |                    | -                  | -                  |             | -           | -           | 31     | 2      |
| 2015-2016                | L'Hospitalet             | SDB                      | 29         | 2          | -               | -               | -               | -                  | -                  | -                  | -           | -           | -           | 29     | 2      |
| 2016-2017                | Lleida                   | SDB                      | 26         | 1          | CR              | 2               | 0               | -                  | -                  | -                  | -           | -           | -           | 28     | 1      |
| 2017-2018                | Valencia Mestalla        | SDB                      | 30         | 0          | -               | -               | -               | -                  | -                  | -                  | -           | -           | -           | 30     | 0      |
| 2018-2019                | Valencia Mestalla        | SDB                      | 27         | 0          | -               | -               | -               | -                  | -                  | -                  | -           | -           | -           | 27     | 0      |
| Totale Valencia Mestalla | Totale Valencia Mestalla | Totale Valencia Mestalla | 57         | 0          |                 | -               | -               |                    | -                  | -                  |             | -           | -           | 57     | 0      |
| gen.-mar. 2020           | Burgos                   | SDB                      | 8          | 1          | -               | -               | -               | -                  | -                  | -                  | -           | -           | -           | 8      | 1      |
| 2020-2021                | Burgos                   | SDB                      | 20+2       | 1          | CR              | 2               | 0               | -                  | -                  | -                  | -           | -           | -           | 24     | 1      |
| 2021-2022                | Burgos                   | SD                       | 40         | 1          | CR              | 2               | 0               | -                  | -                  | -                  | -           | -           | -           | 42     | 1      |
| 2022-2023                | Burgos                   | SD                       | 15         | 2          | CR              | 1               | 0               | -                  | -                  | -                  | -           | -           | -           | 16     | 2      |
| Totale Burgos            | Totale Burgos            | Totale Burgos            | 83+2       | 5          |                 | 5               | 0               |                    | -                  | -                  |             | -           | -           | 90     | 5      |
| Totale carriera          | Totale carriera          | Totale carriera          | 226+2      | 10         |                 | 7               | 0               |                    | -                  | -                  |             | -           | -           | 235    | 10     |